# Generalitat Valenciana

La Generalità Valenzana, (in valenzano Generalitat Valenciana; in spagnolo Generalidad Valenciana) è l'insieme delle istituzioni autogovernative della Comunità Valenzana. È composta dalle Corti Valenciane (in valenzano Corts Valencianes), il Presidente della Generalitat (President) e il Governo autonomo valenzano (Consell). Le sue funzioni sono regolate dallo Statuto d'Autonomia della Comunità Valenciana. Sebbene abbia diversi dislocamenti in altre città della regione, la sede principale dei tre organi della Generalitat sono situati tutti a Valencia. Esiste anche un ufficio a Bruxelles, istituito dalla Generalitat ancor prima della nascita dell'Unione europea.

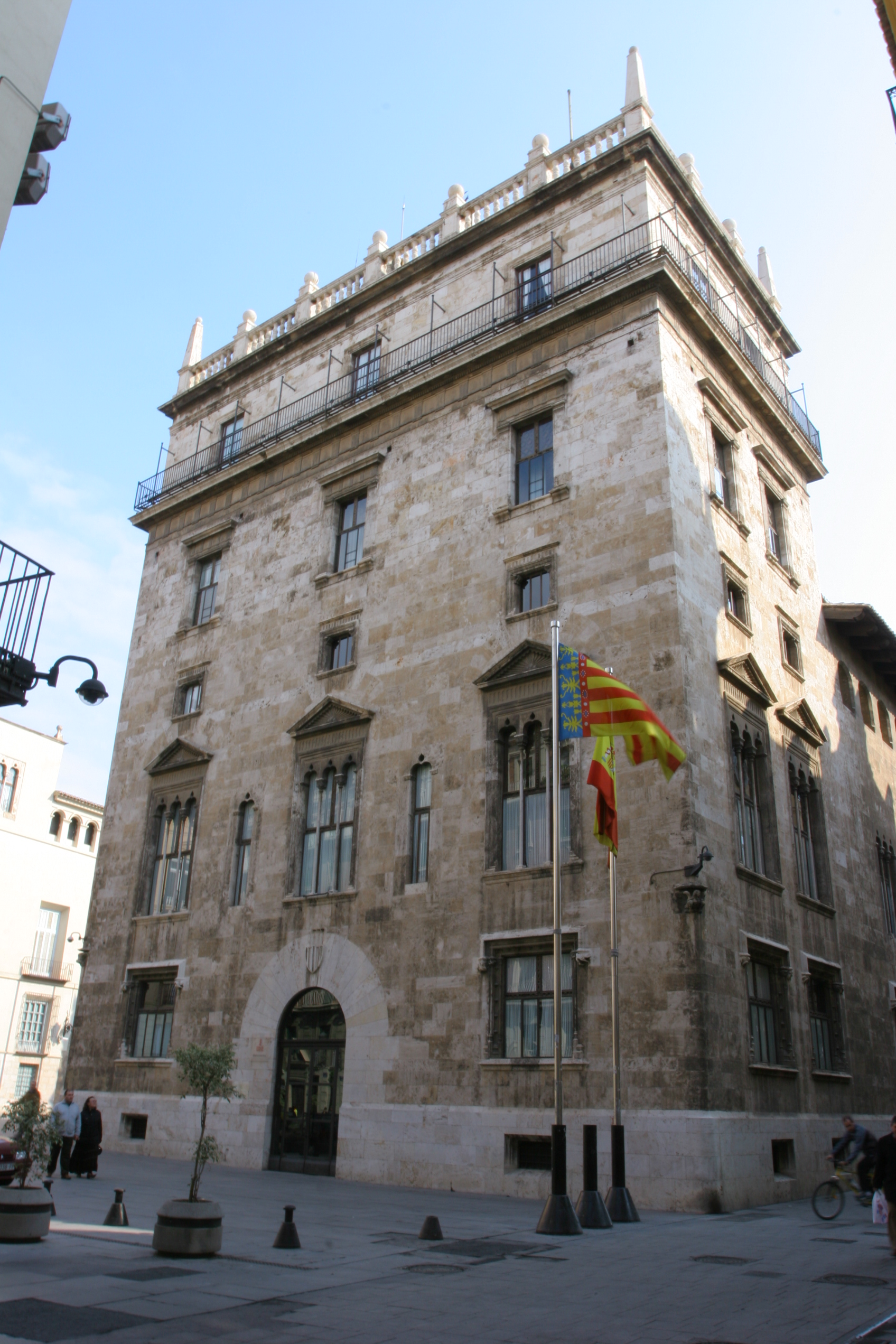
Il Palau de la Generalitat è il palazzo quattrocentesco di Valencia costruito appositamente per la Generalitat Valenciana. Attualmente è la sede della Presidenza della Generalitat

## Storia
La Generalità Valenzana fu creata nel 1418. Essa agì, in parallelo con la monarchia condivisa con gli altri territori della Corona d'Aragona, come organo esecutivo del Regno di Valencia. Inizialmente gli incarichi venivano rinnovati ogni tre anni, dopodiché, nel 1510, a seguito di una riorganizzazione, si stabilì che fossero cambiati in maniera più flessibile, senza ricorrere alle elezioni. La Generalitat sopravvisse fino al 1709, quando venne abolita dopo la fine della Guerra di successione spagnola e i susseguenti Decreti di Nueva Planta.
La Generalità Valenzana è stata rifondata nel 1982, in seguito all'approvazione dello Statuto d'Autonomia della Comunità Valenciana.